# Ochrona strefowa gatunków chronionych
Ochrona strefowa gatunków chronionych, ochrona strefowa ostoi – strefy wyznaczane wokół ostoi i stanowisk roślin lub grzybów objętych ochroną gatunkową lub ostoi, miejsc rozrodu i regularnego przebywania zwierząt objętych ochroną gatunkową w myśl art 46 pkt.3 Ustawy o Ochronie Przyrody. Strefy są ustanawiane w różnej wielkości i czasie w roku w zależności od gatunku, którego dotyczą.
Katalog gatunków oraz charakterystyki stref podaje rozporządzenie ministra do spraw środowiska w sprawie ochrony gatunkowej.

## Zakazy obowiązujące w strefach ochrony
Zgodnie z Ustawą o ochronie przyrody w strefach ochronnych bez zezwolenia regionalnego dyrektora ochrony środowiska zabrania się:
1. przebywania osób, z wyjątkiem właściciela nieruchomości objętej strefą ochrony oraz osób sprawujących zarząd i nadzór nad obszarami objętymi strefą ochrony, oraz osób wykonujących prace na podstawie umowy zawartej z właścicielem lub zarządcą;
2. wycinania drzew lub krzewów;
3. dokonywania zmian stosunków wodnych, jeżeli nie jest to związane z potrzebą ochrony poszczególnych gatunków;
4. wznoszenia obiektów, urządzeń i instalacji.

Strefy ochrony ścisłej i częściowej nie powinny być specjalnie oznakowane (np. paskami na drzewach na granicy). Natomiast zalecane jest ustawienie tablic z napisem "Ostoja zwierząt osobom nieupoważnionym wstęp wzbroniony" na skrzyżowaniach dróg prowadzących do stref ochronnych.

## Ochrona strefowa zwierząt
| Lp. | Nazwa polska | Nazwa naukowa         | Strefy ochrony całorocznej | Strefy ochrony okresowej | Termin ochrony okresowej |
| --- | --- | --------------------- | --- | --- | ------------------------ |
|     | Ssaki | Mammalia              | | |                          |
|     | Drapieżne | Carnivora             | | |                          |
| 1   | Wilk szary | Canis lupus           | - | miejsce rozrodu i obszar w promieniu do 500 m od tego miejsca                                                                    | 01.04–31.08              |
| 2   | Ryś euroazjatycki | Lynx lynx             | - | miejsce rozrodu i obszar w promieniu do 500 m od tego miejsca                                                                    | 01.04–31.08              |
| 3   | niedźwiedź brunatny | Ursus arctos          | - | miejsce rozrodu i obszar w promieniu do 500 m od tego miejsca                                                                    | 01.11–30.04              |
|     | Nietoperze | Chiroptera            | | |                          |
| 4   | wszystkie gatunki występujące na terenie zimowisk, w których w ciągu 3 ostatnich lat choć raz stwierdzono ponad 200 osobników |                       | - | pomieszczenia i kryjówki zajmowane przez nietoperze                                                                              | 15.09–15.04              |
|     | Gryzonie | Rodentia              | | |                          |
| 5   | Żołędnica europejska | Eliomys quercinus     | wydzielenie leśne, w którym stwierdzono stanowisko, wraz ze starodrzewami w sąsiadujących wydzieleniach, o łącznej powierzchni co najmniej 25 ha; w przypadku braku starodrzewów w sąsiadujących wydzieleniach, strefa może być mniejsza | - | -                        |
|     | Ptaki | Aves                  | | |                          |
|     | Blaszkodziobe | Anseriformes          | | |                          |
| 6   | szlachar | Mergus serrator       | zalesiona cześć wyspy, na której stwierdzono gniazdowanie | - | -                        |
|     | Grzebiące | Galliformes           | | |                          |
| 7   | Cietrzew zwyczajny | Lyrurus tetrix        | - | zwarty obszar wykorzystywany przez ptaki jako miejsce tokowania lub rozrodu wraz z obszarem w promieniu do 500 m od tego miejsca | 01.02–31.08              |
| 7   | Cietrzew zwyczajny | Lyrurus tetrix        | - | obszar, na którym ptaki przebywają w okresie zimowym, wraz z obszarem w promieniu do 200 metrów od niego                         | 01.12–01.03              |
| 8   | Głuszec zwyczajny | Tetrao urogallus      | zwarty obszar wykorzystywany przez ptaki jako miejsce tokowania lub rozrodu wraz z obszarem w promieniu do 200 m od tego miejsca | obszar w promieniu do 500 m od miejsca tokowania lub rozrodu                                                                     | 01.02–31.08              |
| 8   | Głuszec zwyczajny | Tetrao urogallus      | - | obszar, na którym ptaki przebywają w okresie zimowym, wraz z obszarem w promieniu do 200 metrów od niego                         | 01.12–01.03              |
|     | Pelikanowe | Pelecaniformes        | | |                          |
| 9   | bocian czarny | Ciconia nigra         | obszar w promieniu do 200 m od gniazda | obszar w promieniu do 500 m od gniazda                                                                                           | 15.03–31.08              |
| 10  | Ślepowron zwyczajny | Nycticorax nycticorax | kolonia lęgowa | - | -                        |
|     | Szponiaste | Accipitriformes       | | |                          |
| 11  | Rybołów zwyczajny | Pandion haliaetus     | obszar w promieniu do 200 m od gniazda | obszar w promieniu do 500 m od gniazda                                                                                           | 01.03–31.08              |
| 12  | Gadożer zwyczajny | Circaetus gallicus    | obszar w promieniu do 200 m od gniazda | obszar w promieniu do 500 m od gniazda                                                                                           | 01.03–30.09              |
| 13  | orlik krzykliwy | Clanga pomarina       | obszar w promieniu do 100 m od gniazda | obszar w promieniu do 500 m od gniazda                                                                                           | 01.03–31.08              |
| 14  | orlik grubodzioby | Clanga clanga         | obszar w promieniu do 200 m od gniazda | obszar w promieniu do 500 m od gniazda                                                                                           | 01.03–31.08              |
| 15  | orzeł przedni | Aquila chrysaetos     | obszar w promieniu do 200 m od gniazda | obszar w promieniu do 500 m od gniazda                                                                                           | 01.01–15.08              |
| 16  | orzełek | Hieraaetus pennatus   | obszar w promieniu do 100 m od gniazda | obszar w promieniu do 500 m od gniazda                                                                                           | 01.02–31.08              |
| 17  | bielik | Haliaeetus albicilla  | obszar w promieniu do 200 m od gniazda | obszar w promieniu do 500 m od gniazda                                                                                           | 01.01–31.07              |
| 18  | kania ruda | Milvus milvus         | obszar w promieniu do 100 m od gniazda | obszar w promieniu do 500 m od gniazda                                                                                           | 01.03–31.08              |
| 19  | kania czarna | Milvus migrans        | obszar w promieniu do 100 m od gniazda | obszar w promieniu do 500 m od gniazda                                                                                           | 01.03–31.08              |
|     | Sowy | Strigiformes          | | |                          |
| 20  | puchacz zwyczajny | Bubo bubo             | obszar w promieniu do 200 m od gniazda lub miejsca regularnego przebywania | obszar w promieniu do 500 m od gniazda lub miejsca regularnego przebywania                                                       | 01.01–31.07              |
| 21  | sóweczka zwyczajna | Glaucidium passerinum | obszar w promieniu do 50 m od gniazda | - | -                        |
| 22  | puszczyk mszarny | Strix nebulosa        | obszar w promieniu do 200 m od gniazda | obszar w promieniu do 500 m od gniazda                                                                                           | 01.01–31.07              |
| 23  | włochatka zwyczajna | Aegolius funereus     | obszar w promieniu do 50 m od gniazda | - | -                        |
|     | Kraskowe | Coraciiformes         | | |                          |
| 24  | kraska zwyczajna | Coracias garrulus     | obszar w promieniu do 50 m od gniazda | - | -                        |
|     | Sokołowe | Falconiformes         | | |                          |
| 25  | raróg zwyczajny | Falco cherrug         | obszar w promieniu do 200 m od gniazda | obszar w promieniu do 500 m od gniazda                                                                                           | 01.01–31.07              |
| 26  | sokół wędrowny | Falco peregrinus      | obszar w promieniu do 200 m od gniazda | obszar w promieniu do 500 m od gniazda                                                                                           | 01.01–31.07              |
|     | Gady | Reptilia              | | |                          |
|     | Łuskonośne | Squamata              | | |                          |
| 27  | gniewosz plamisty | Coronella austriaca   | miejsca rozrodu i regularnego przebywania oraz obszar w promieniu do 100 m | - | -                        |
| 28  | wąż Eskulapa | Zamenis longissimus   | miejsca rozrodu i regularnego przebywania oraz obszar w promieniu do 200 m | miejsca rozrodu i regularnego przebywania oraz obszar w promieniu do 300 m                                                       | 01.04–30.09              |
|     | Żółwie | Testudinata           | | |                          |
| 29  | żółw błotny | Emys orbicularis      | miejsca rozrodu i regularnego przebywania oraz obszar w promieniu do 200 m | miejsca rozrodu i regularnego przebywania oraz obszar w promieniu do 500 m                                                       | 15.03–31.10              |
|     | Owady | Insecta               | | |                          |
|     | Ważki | Odonata               | | |                          |
| 30  | iglica mała | Nehalennia speciosa   | miejsca rozrodu i regularnego przebywania oraz obszar w promieniu do 100 m | - |                          |

## Ochrona strefowa roślin
| Lp | Nazwa polska                 | Nazwa naukowa             | Wielkość strefy ochrony                                                                          |
| -- | ---------------------------- | ------------------------- | ------------------------------------------------------------------------------------------------ |
|    | Paprotniki                   | Pteridophyta              |                                                                                                  |
|    | poryblinowate                | Isoëtaceae                |                                                                                                  |
| 1  | poryblin kolczasty           | Isoëtes echinospora       | Cały zbiornik wodny, w którym występuje.                                                         |
|    | rozpłochowate                | Hymenophyllaceae          |                                                                                                  |
| 2  | włosocień delikatny          | Trichomanes speciosum     | Stanowisko wraz z ostoją o promieniu do 100 m od granic stanowiska.                              |
|    | zanokcicowate                | Aspleniaceae              |                                                                                                  |
| 3  | zanokcica ciemna             | Asplenium adiantum-nigrum | Stanowisko wraz z ostoją o promieniu do 30 m od granic stanowiska.                               |
| 4  | zanokcica klinowata          | Asplenium cuneifolium     | Stanowisko wraz z ostoją o promieniu do 30 m od granic stanowiska.                               |
| 5  | zanokcica serpentynowa       | Asplenium adulterinum     | Stanowisko wraz z ostoją o promieniu do 30 m od granic stanowiska.                               |
|    | Nasienne                     | Spermatophyta             |                                                                                                  |
|    | krzyżowe                     | Brassicaceae              |                                                                                                  |
| 6  | warzucha polska              | Cochlearia polonica       | Stanowisko wraz z ostoją o promieniu do 50 m od granic stanowiska.                               |
|    | liliowate                    | Liliaceae                 |                                                                                                  |
| 7  | ciemiężyca czarna            | Veratrum nigrum           | Stanowisko wraz z ostoją o promieniu do 50 m od granic stanowiska.                               |
|    | rosiczkowate                 | Droseraceae               |                                                                                                  |
| 8  | aldrowanda pęcherzykowata    | Aldrovanda vesiculosa     | Cały zbiornik wodny, w którym występuje.                                                         |
|    | storczykowate                | Orchidaceae               |                                                                                                  |
| 9  | kukuczka kapturkowata        | Neottianthe cucullata     | Stanowisko wraz z ostoją o promieniu do 100 m od granic stanowiska.                              |
| 10 | miodokwiat krzyżowy          | Herminium monorchis       | Całe torfowisko, na którym występuje.                                                            |
|    | żabieńcowate                 | Alismataceae              |                                                                                                  |
| 11 | elisma wodna                 | Luronium natans           | Cały zbiornik wodny, w którym występuje.                                                         |
| 12 | kaldezja dziewięciornikowata | Caldesia parnassifolia    | Cały zbiornik wodny, w którym występuje, wraz z ostoją o promieniu do 50 m od granic stanowiska. |